# بيت نايم
بيت نايم قرية في ناحية النشابية في منطقة دوما في محافظة ريف دمشق. بلغ عدد سكانها 2853 نسمة عام 2004.